# International Velvet
International Velvet es una película dramática estrenada en el año 1978, secuela del filme de 1944, National Velvet. Está protagonizada por Tatum O'Neal, Nanette Newman, Anthony Hopkins y Christopher Plummer.